# Корсун Антін
Корсун Антін (нар. ? — ?) — козак 4-ї сотні полку Чорних запорожців.

## Біографія
У наказі № 13 по Запорозькій дивізії від 28 березня 1920 р. Андрій Гулий-Гуленко і начальник штабу Михайло Крат висловили подяку Ількові Чмураку, Антону Корсуну та Пендюрі Івану, що вони, попри тяжкі умови Ємилівського бою, вчасно доставляли всі накази командарма до штабу дивізії.
Отаман Запорозької дивізії Гулий подякував і Петрові Дяченку та командиру 4-ї сотні за виховання козаків, на яких «можна завше покластися в тяжкі хвилини».
Корсун Антін — лицар Залізного хреста Армії УНР.